# Нижні Кожари
Нижні Кожа́ри (рос. Нижние Кожары, чув. Анатри Кушар) — присілок у складі Красноармійського району Чувашії, Росія. Входить до складу Убеєвського сільського поселення.
Населення — 125 осіб (2010; 137 у 2002).
Національний склад:
- чуваші — 100 %